# Ћубаста сеница
Ћубаста сеница (лат. Lophophanes cristatus) је птица врапчарка из породице сеница (лат. Paridae). Распрострањена је и уобичајена врста која се гнезди у четинарским шумама широм централне и северне Европе и у листопадним шумама у Француској и на Иберијском полуострву. У Великој Британији је углавном ограничен на древне борове шуме Инвернеса и Стратспеја у Шкотској и ретко се удаљава од својих станишта. Неколико луталица ћубастих сеница виђено је у Енглеској. Ћубасте сенице су станарице и већина јединки не мигрира.

## Таксономија
Ћубасту сеницу је формално описао шведски природњак Карл фон Лине 1758. године у десетом издању своје „Systema Naturae“ под биномним називом Parus cristatus. Карл фон Лине је одредио типски локалитет као Европу, али је немачки природњак Јохан Јакоб Кауп 1905. године ограничио локалитет на Шведску. Ћубаста сеница се сада сврстава заједно са сивоћубом сеницом у род Lophophanes, који је 1829. године увео немачки природњак Јохан Јакоб Кауп. Тренутни назив рода, Lophophanes, потиче од старогрчких речи lophos, „грб“, и phaino, „показати“. Специфични епитет cristatus на латинском значи „гребенаст“.
Ова врста је раније била смештена у Parus, али је пребачена у Lophophanes, и сада је призната од стране Америчке уније орнитолога и Британске уније орнитолога као посебан род.
Препознато је шест подврстаи:
- Lophophanes cristatus scoticus (Pražák, 1897) - централна северна Шкотска
- Lophophanes cristatus abadiei (Jouard, 1929) - западна Француска
- Lophophanes cristatus weigoldi (Tratz, 1914) – запад, југ Иберијског полуострва
- Lophophanes cristatus cristatus (Linnaeus, 1758) – северна, источна Европа до Карпата.
- Lophophanes cristatus baschkirikus (Snigirewski, 1931) – централне Уралске планине
- Lophophanes cristatus mitratus (Brehm, CL, 1831) – централна Европа до североисточне Шпаније, Алпи и северни Балкан

## Понашање и екологија
Лако је препознати ћубасту сеницу, јер су, поред еректилне ћубе на глави, чији је врх често закривљен уназад, њен горњи део и оковратник су такође карактеристични. Ћубаста сеница је, као и друге сенице, причљива и стално одржава птичје оглашавање „зи, зи, зи" оглашаваењ ћубасте сеницеⓘ, сличан птичјем оглашавању јелове сенице.
Прави гнездо у рупи у трулим пањевима. Ова птица се често храни ниско на дрвећу, али иако није стидљива, није јој увек лако прићи. Придружиће се зимским јатима других врста сеница.
Као и друге сенице, налази се у паровима и храни се инсектима (укључујући гусенице ) и семенкама.

## Галерија
- Ћубаста сеница, Авимор, Шкотска
- Ћубаста сеница, Авимор, Шкотска
- Ћубаста сеница Два моста, Хамоа, Белгија
- Ћубаста сеница, Канталехо, Шпанија
- Јаја, Музеј колекције Висбаден
- Lophophanes cristatus - MHNT

## Спољнашње везе
- Видео снимци, фотографије и звуци ћубасте сенице на интернетској колекцији птица
- Песма ћубасте сенице (Звучни фајл са Шведског радија P2 )
- Старење и одређивање пола (PDF; 2,3 MB) аутора Хавијера Бласко-Зумете и Герда-Михаела Хајнцеа